# Resolució 2130 del Consell de Seguretat de les Nacions Unides
La Resolució 2130 del Consell de Seguretat de les Nacions Unides fou adoptada per unanimitat el 18 de desembre de 2013. El Consell va prorrogar el mandat dels 17 jutges del Tribunal Penal Internacional per a l'antiga Iugoslàvia. La resolució fou aprovada per 14 vots a favor i amb l'abstenció de Rússia, qui argumentà que la data final del tribunal, amb totes les despeses, es van acordar sense acceptar les propostes russes.
El Consell va demanar al Tribunal Penal Internacional per a l'antiga Iugoslàvia que fos tot el possible per completar els casos pendents el més aviat possible. Anteriorment s'havia anticipat que tots els casos legals haurien d'haver acabat el 31 de desembre de 2014, però era evident que això ja no era factible.
En l'actualitat, el mandat dels següents magistrats i jutges es va prorrogar fins al 31 de desembre de 2014:
- Koffi Kumelio Afande
- Carmel Agius
- Liu Daqun
- Theodor Meron
- Fausto Pocar
- Patrick Robinson
- Jean-Claude Antonetti
- O-Gon Kwon
- Burton Hall
- Howard Morrison
- Guy Delvoie
- Christoph Flügge
- Alphons Orie
- Bakone Justice Moloto
- Melville Baird
- Flavia Lattanzi
- Antoine Kesia-Mbe Mindua